# Echyra squarrosa
Echyra squarrosa är en skalbaggsart som beskrevs av Hermann Burmeister 1844. Echyra squarrosa ingår i släktet Echyra och familjen Melolonthidae. Inga underarter finns listade i Catalogue of Life.